# 萬河

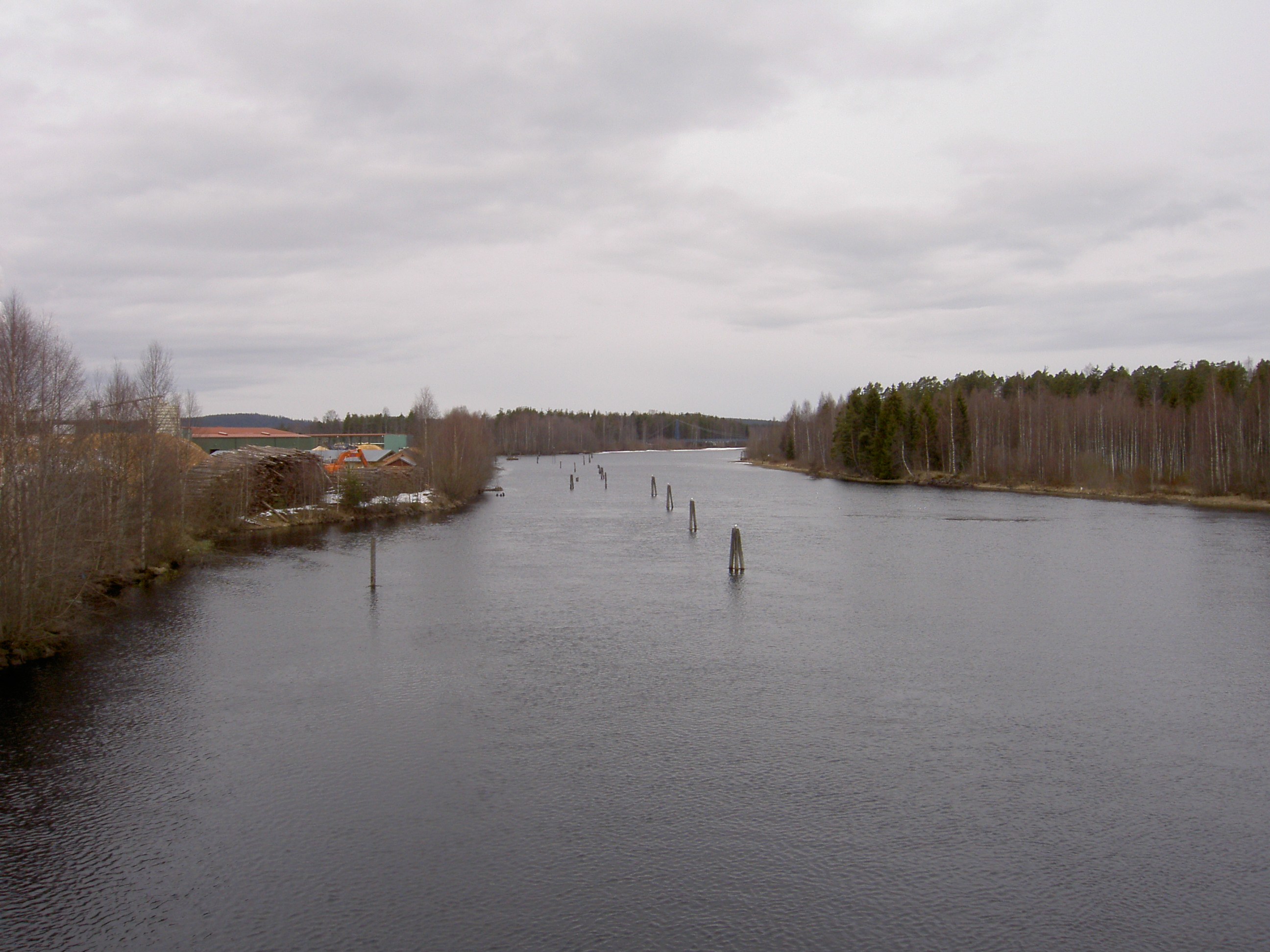

萬河是瑞典的河流，位於該國北部達拉納省，屬於韋斯特達爾河的支流，河道上有多座水力發電廠，河道全長110公里，流域面積2,380平方公里，平均流量每秒28立方米。